# Comuna Perušić, Lika-Senj
Perušić este o comună în cantonul Lika-Senj, Croația, având o populație de 2.638 de locuitori (2011).

## Demografie
Componența etnică a comunei Perušić
     Croați (90,22%)
     Sârbi (8,49%)
     Necunoscut (0,19%)
     Neclasificat (0,87%)
Componența confesională a comunei Perušić
     Catolici (89,35%)
     Ortodocși (8,23%)
     Necunoscută (0,8%)
     Alte religii (1,63%)
Conform recensământului din 2011, comuna Perušić avea 2.638 de locuitori. Din punct de vedere etnic, majoritatea locuitorilor (90,22%) erau croați, cu o minoritate de sârbi (8,49%). Apartenența etnică nu este cunoscută în cazul a 0,19% din locuitori. Din punct de vedere confesional, majoritatea locuitorilor (89,35%) erau catolici, cu o minoritate de ortodocși (8,23%). Pentru 0,8% din locuitori nu este cunoscută apartenența confesională.